# توماس غونارسون
توماس غونارسون (بالسويدية: Tomas Gunnarsson)‏ هو مصور وصحفي سويدي، ولد في 7 سبتمبر 1982.

## وصلات خارجية
- الموقع الرسمي